# Lepidosaphes buzenensis
Lepidosaphes buzenensis är en insektsart som först beskrevs av Kuwana 1909.  Lepidosaphes buzenensis ingår i släktet Lepidosaphes och familjen pansarsköldlöss. Inga underarter finns listade i Catalogue of Life.